# Нью-джек-свинг
Нью-джек-свинг (new jack swing) или свингбит (swingbeat) — гибрид соула, фанка, джи-фанка и хип-хопа, возникший в конце 1980-х гг. с подачи американского продюсера Тедди Райли (группа «Blackstreet»).
В отличие от традиционного ритм-энд-блюза, нью-джек-свинг характеризуется более чёткой ритм-секцией — также, как и в оригинальном хип-хопе, заимствованной из фанка, но менее синкопированной, то есть с практически ровным чётким ритмом. В стиле очень часто используются соул-распевки. Читка, как правило, мягкая. Содержание песен — лирическое или фанково-позитивное.
Нью-джек-свинг способствовал включению элементов хип-хопа в музыкальный мейнстрим, причём не только в США, но и в Европе, однако среди знатоков хип-хопа отношение к нему всегда было настороженным. Многие считают этот стиль концом классической эры хип-хопа, когда первоначальная идеология хип-хопа («любовь, единение, согласие и веселье») была выхолощена и сведена к традиционным мотивам популярной музыки. В результате хип-хоп стал восприниматься всего лишь как бренд одного из своих пяти первоначальных элементов — эмсиинга с гангстерской идеологией (см. гангста-рэп).
К типичным представителям нью-джек-свинга могут быть отнесены Kool Moe Dee,Бобби Браун, Уилл Смит, Кит Суэт, Salt-n-Pepa, Milli Vanilli, New Kids on the Block и En Vogue. Сильный налёт нью-джек-свинга носили мультиплатиновые альбомы Джанет Джексон «Rhythm Nation 1814» (1989) и её брата Майкла «Dangerous» (1991). Среди крупнейших хитов эпохи нью-джек-свинга — синглы Уитни Хьюстон («I’m Your Baby Tonight», 1990), Мадонны («Erotica», 1992), Марки Марка («Good Vibrations», 1991), Color Me Badd («I Wanna Sex You Up», 1991) и SWV («Weak», 1992).